# Христян, Алексей Иванович
Алексей Иванович Христян (04 мая 1949, Днепропетровск — 2011, Днепропетровск) — советский футболист, нападающий. Мастер спорта СССР.
Воспитанник группы подготовки днепропетровского «Днепра», тренер Михаил Коломиец. В 1966—1967 годах во второй группе класса «А» провёл 11 игр за «Днепр». Армейскую службу с 1968 года проводил в дубле киевского «Динамо». За основную команду сыграл четыре матча в мае — июне 1970 года. Дебютировал 20 мая в гостевой игре 10 тура чемпионата против «Зари» (2:1) и на 65-й минуте забил второй гол. Провёл ещё два матча в Кубке СССР против «Зари» и матч чемпионата против ростовского СКА. Вскоре вернулся в «Днепр», за который выступал до 1977 года. За это время провёл 137 матчей, забил 37 голов; в высшей лиге (1972—1977) — 88 матчей, 22 гола. В сезоне 1977/78 играл за клуб ГДР «Нойштрелиц».